# Nouria Benghabrit-Remaoun
Nouria Benghabrit-Remaoun (ur. 5 marca 1952 w Wadżdzie) – algierska socjolożka i polityczka. Ministra edukacji Algierii w latach 2014–2019.

## Życiorys
Nouria Benghabrit urodziła się 5 marca 1952 roku w Wadżdzie, w Maroku, w pobliżu granicy z Algierią. Jej rodzina pochodzi Tilimsanu. Jest wnuczką brata Si Kaddoura Benghabrita, rektora Wielkiego Meczetu w Paryżu.

### Edukacja
W 1970 roku skończyła szkołę średnią w Oranie. W 1973 roku ukończyła studia pierwszego stopnia z socjologii, a w 1977 roku studia trzeciego stopnia z socjologii edukacji na Université d'Oran. Posiada doktorat z Université Paris Sorbonne. Specjalizuje się w tematach związanych z edukacją, młodzieżą, kobietami i rodziną. W 1976 roku została kierowniczką departamentu socjologii na Université d'Oran. W 2012 roku uzyskała habilitację na Université de Tlemcen.

### Życie zawodowe
W latach 1973–1995 pracowała jako wykładowczyni na Université d'Oran. W latach 1996–1998 była członkinią rady najwyższej ds. edukacji.
Sprawowała funkcję dyrektorki Narodowego Centrum Badań w Antropologii Społecznej i Kulturowej od jego założenia w 1992 roku (do 1995 jako p.o. dyrektorki) do jej powołania na stanowisko ministry edukacji narodowej w 2014 roku.
Od 2003 do 2006 roku była szefową arabskiego komitetu UNESCO ds. szkolnictwa wyższego. W latach 2009–2010/2011 była członkinią grupy roboczej w dyrekcji generalnej ds. badań Komisji Europejskiej.
W latach 2007–2010 zajmowała stanowisko wiceprezeski Institut africain de la gouvernance z siedzibą w Dakarze.
W 2012 Sekretarz generalny Organizacji Narodów Zjednoczonych powołał ją na członkinię Komitetu Polityki Rozwoju, ciała doradczego Rady Gospodarczej i Społecznej Organizacji Narodów Zjednoczonych, na kadencję 2013–2015. Z członkostwa w komitecie zrezygnowała w maju 2014 roku, po powołania jej na stanowisko ministry edukacji narodowej.
W kwietniu 2018 roku została powołana do zarządu Islamskiego Bank Rozwoju.

### Działalność polityczna

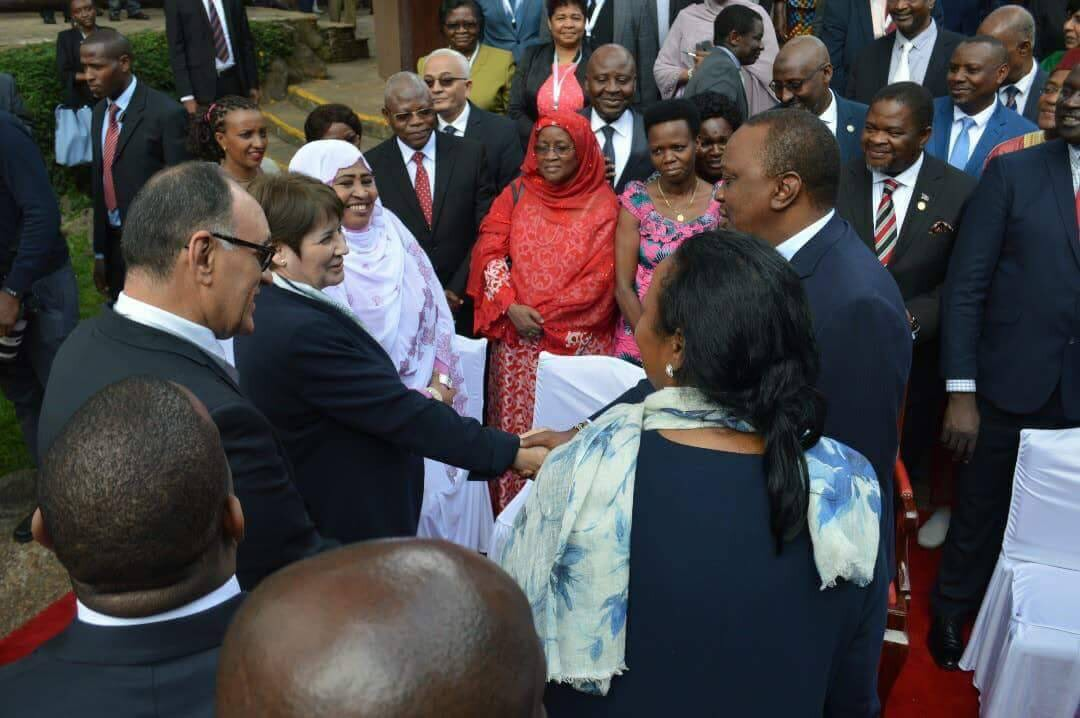
Nouria Benghabrit-Remaoun wspólnie z prezydentem Kenii Uhuru Kenyattą

5 maja 2014 roku została powołana na stanowisko Ministry Edukacji Narodowej Algierii. Funkcję tę pełniła do 31 marca 2019 roku. W 2017 roku jej ministerstwo zakazało noszenia nikabów do szkół.